# Jaume Marcet i Riba
Jaume Marcet i Riba (Barcelona, 27 de gener de 1894 – 25 de novembre de 1963) fou un eminent geòleg.
Fill de Miquel Marcet i Carbonell llicenciat de filosofia i lletres director del "Colegio Ibérico" i de Francesca Riba.
El 1925 es doctorà en ciències naturals i el 1921 estudià mètodes petrogràfics moderns a Ginebra. Fou membre de la Reial Acadèmia de Ciències i Arts de Barcelona i director del Museu de Ciències Naturals de Barcelona.
Entre 1946 i 1948 es va dedicar a l'estudi de les roques de les Gavarres i de l'Empordà, on es va centrar en el sector de la Costa Brava comprès entre Tamariu i Palamós. L'any 1955 va realitzar noves investigacions a l'entorn de Palafrugell, publicades amb el títol Síntesis petrográfica y estratigráfica del eoceno de la zona de Palafrugell-Esclañá-Regencós.